# Philibert Tsiranana
Philibert Tsiranana (Ambarikorano, 28 d'octubre de 1912 - Antananarivo, 16 d'abril de 1978) va ser el primer president de Madagascar després de la fi del domini colonial francès.
Tsiranana va néixer a Ambarikorano, a la regió de Mahajanga, el 28 d'octubre de 1912, fill de criadors de bestiar. Va estudiar a la Universitat de Montpeller a França entre els anys 1946 i 1950. El 1952 tornà a Madagascar on funda el Parti Social Démocrate de Madagascar (PSM, Partit Socialdemòcrata de Madagascar,1956). El 1958, es va convertir en Primer Ministre del territori de Madagascar i el 26 de juny de 1960, amb la proclamació de la independència, va passar a ser el primer president de la República Malgaix, nom oficial de Madagascar fins al 1975.
El 1972, davant les protestes populars contra el seu règim, va cedir el poder al general Gabriel Ramanantsoa, que es va convertir en el nou President de la República. Tsiranana va intentar tornar a la política activa, fundant el 1974 un nou partit, el Parti Socialiste Malgache (Partit Socialista Malgaix). El 1975, durant l'època del govern militar provisional de Gilles Andriamahazo, es postulà per reprendre la presidència. El directori militar liderat per Andriamahazo decideix, no obstant això, nomenar president a Didier Ratsiraka. Tsiranana es va retirar definitivament de la política, i es mantindria allunyat de tota activitat pública fins a la seva mort el 1978.